# قطعه گسلی
قطعه‌های گسلی یا بلوک‌های گسلی (به انگلیسی: Fault block)، به قطعه‌های بسیار بزرگی از سنگ گفته می‌شوند که به وسیلهٔ تنشهای زمین‌ساختی و محلی در پوستهٔ زمین به وجود آمده‌اند. قطعات گسلی گاه تا صدها کیلومتر کشیده شده‌اند. پهنه‌های عظیم سنگ بستر توسط گسل‌ها به بلوک‌هایی مجزا تقسیم می‌شوند که این بلوک‌ها با سنگ‌شناسی نسبتاً یک‌پارچهٔ خود از یکدیگر متمایز می‌شوند. بزرگ‌ترین بلوک را قطعهٔ پوسته‌ای یا بلوک پوسته‌ای می‌نامند.